# Phú Linh
Phú Linh là một xã thuộc tỉnh Tuyên Quang, Việt Nam.

## Địa lý
Xã Phú Linh có vị trí địa lý:
- Phía đông giáp các xã Kim Thạch, Kim Linh, Linh Hồ
- Phía tây giáp thành phố Hà Giang và xã Đạo Đức
- Phía nam giáp xã Ngọc Linh và thị trấn Vị Xuyên
- Phía bắc giáp thành phố Hà Giang và xã Kim Thạch.

Xã Phú Linh có diện tích 47,07 km², dân số năm 2019 là 5.580 người, mật độ dân số đạt 119 người/km².
Sông Lô tạo thành một đoạn ranh giới phía tây bắc của xã.

## Lịch sử
Trước đây, Phú Linh là một xã thuộc thị xã Hà Giang (nay là thành phố Hà Giang).
Ngày 23 tháng 6 năm 2006, Chính phủ ban hành Nghị định 64/2006/NĐ-CP về việc điều chỉnh toàn bộ 4.350 ha diện tích tự nhiên và 5.231 nhân khẩu của xã Phú Linh thuộc thị xã Hà Giang (nay là thành phố Hà Giang) về huyện Vị Xuyên quản lý.